# 费边社
费边社（英語：Fabian Society）是英国的一个社会主义團體，成立於1884年，由一群中产阶级知识分子所发起，以古羅馬名將費邊（Fabius）做為學社名稱的來源，意即師法費邊有名的漸進求勝的策略。其奉行的思想被称为費邊主義（Fabianism），又稱費邊社會主義（Fabian Socialism）。费边社的传统重在务实的社会建设，倡导建立互助互爱的社会服务，其實質在於把資本主義社會傳統的自由政治與社會主義傳統的民主政治相結合，從而推行和平憲政和市政社會主義的道路。主张通过渐进温和的改良主义方式来走向社會主義，而非透过列宁主义所主张的阶级革命，并强调通过教育的途径让权力回到知识精英的手中。
尽管费边社本身并未创建一套完整的社会福利理论，但是在他们的社会实践中，明显地贯穿着期望通过社会各阶层的平等，包括平等的财产、社会地位和政治权利的分配而至自由，由实践平等和自由的理念达至社会合作和互爱的人际关系的理念。这是英国工人群众对福利国家制度最早、最直接的要求。费边主义除了对当时的英国工人运动和社会主义运动具有重大影响，更直接影响了英国工党的成立与发展，在世界社会主义思想史上拥有重要的地位，間接的影響了世界各國工黨的早期發展。
今日的費邊社以智庫的形式運作，並與工黨有密切的合作關係。

## 費邊主義由來
費邊主義（Fabianism），又稱為費邊社會主義（Fabian Socialism），為英國費邊社所倡導的一種民主社會主義學派。
1884年成立於倫敦的費邊社，係由少數具有社會理想的青年知識分子所組成，重要的代表人物有：韋伯夫婦、蕭伯納（1856~1950）、格雷厄姆·华莱斯、H·G·威尔斯（1866~1946）與克莱门特·艾德礼（1883~1967）。他們以对抗汉尼拔的古罗马名將费边做為學社名稱的來源，意即師法費邊有名的漸進求勝的策略。
費邊主義者的基本信念認為由資本主義到社會主義的實現，是一個漸進而必然的轉變過程。他們看到英國民主憲政的擴展以及勞工組織的發達，足以促成必要的社會改革，因此排斥列宁階級鬥爭及激烈革命的觀點，主張研究社會實況，以民主漸進溫和的手段，透過選舉投票來解決問題。企圖以國家作為推動改革的工具，主張廢止土地私有制、工業國有化，以及實現各種社會福利。

## 費邊主義的思想

### 循序漸進的社會進化原則
十九世紀有一種時髦的資產階級政治理論，稱為社會有機體論，即把國家或社會同某種生物機體加以庸俗類比，用生物學的概念來解釋人類社會現象。認為國家並不是人類意志任意創造的結果，不是許多單個人的聯合體，而是自然發展的產物，是一個統一的有機體。人類社會猶如生物有機體一樣，有一個從低級到高級、從簡單到複雜的演化過程，並受進化規律的支配。
費邊主義者提出循序漸進的社會進化原則與他們信奉社會有機體論是分不開的。他們認為，社會有機體如同生命有機體一樣，是能夠成長、發展和進化的，而且在這種進化過程中，任何時候都無須破壞整個社會組織的連續性或者把整個社會組織突然的加以改變。如果一種制度已經不適應社會的需要，那麼自然會有其他新的制度去加以代替。而這種以新代舊的過程正像生命有機體與細胞新陳代謝那樣，是不停的、漸進的改變的。
這種循序漸進才是社會變遷的常態，社會進化的正軌。在他們看來，一個社會只有順著常態和正軌演進，只有通過群眾心理緩慢的、逐漸的向著新的原則的轉變，社會的組織才能一點一滴地實現，整個社會才會得到圓滿的發展；反之如果人們採用突然的、病態的手段去改革社會，則肯定會使社會本身受損害而大傷元氣。
所以，一個抱社會改革宗旨的政治家，必須懂得這一社會進化的原則。正因為費邊主義者相信社會是一個有機體，相信進化是社會變遷的正軌，相信循序漸進原則是改革社會的唯一方針，因此他們的政治理論和主張都是從這一原則出發。

### 和平長久的憲政道路
費邊主義者認為，社會主義者的暴政孕育於自由主義學派，他們的共同概念是突變主義。自由主義曾經在英國和法國採取突變的方法戰勝了專制主義與官僚政治，因而使工業在新的政治條件下，憑藉個人之間不受限制的競爭行為而盡量發展。換言之，自由主義者的計劃是把國王的腦袋砍去而使其他的一切聽憑大自然去支配，使經濟在不受專制政府限制的情況下趨於和諧。
現在，那些社會主義者們也在自由主義學派裡養成了他們的政治習慣，以致於他們也相信，一旦把資本之王的腦袋砍去以後，各種事物也會或多或少的自發趨於合理。但是，事實上巴黎公社被鎮壓下去了，那些主張暴力的社會主義者們失敗了。究其原因，費邊主義者認為：第一，採取暴力革命手段會促使反動當局把刺刀提上日程。
第二，社會主義不可能是用暴力推翻現存制度的自發結果。以往的社會主義者企圖通過一次暴亂，便產生一個新的天堂、一個新的世界和一個新的人類是不現實的。所以在費邊主義者看來，讓以過去條件為根據的社會主義理論繼續存在，而提出任何異議和修正是能容許的。社會主義需要一個更符合新條件的新制度和新方法，這個新制度就是徹底民主化的政治制度，這個新方法就是英國政治社會中通用的合乎憲政的方法。
費邊主義者認為，民主的演進能達到社會主義的目的。他們認為，實際上在社會政治組織加以改變的同時，也必須相應的改變經濟關係和社會關係。民主主義的必然結果，不僅社會將由一個向選民負責的政府加以管理，而且生產、分配和交換的過程也將實行集中規劃。
從英國的情況來看，費邊主義認為本國的工人已經有了選舉權，憲法也具有民主的性質，因此聯合王國是完全民主的國家機器。這種機構根本不是什麼資產階級的特殊組織，而是掌握在人民手中並為整個社會利益服務的。在代表費邊社提交1896年國際社會黨人代表大會的一份報告中，韋伯寫道：英國擁有組織極好的政府機構，這種機構，從宗教會議起一直到議會為止，全部都是根據民主的原則建立起來的。
因此，在他看來，在一個民主的社會和承認本身有施行社會立法責任的國家中，就沒有必要再去進行革命，創立一個新的政府機構。這種機構已經存在，真正的問題不在於要使人民獲得更大的權力，而在於要使人民合理地使用並掌握在他們手中的權力，來進行有系統的社會改革。這樣一來，馬克思主義主張的暴力革命就成為多餘的了，最多只需對政府機構進行某種改良，諸如下議院從貴族院的否決權中解放出來、改善選舉制度、實行合理的議員薪俸等。
他認為這樣一來政府機構就一定會成為實現民主政治的極好手段，為無產階級走憲政道路創造了條件。費邊主義者認為，費邊社是採取憲政方式活動的擁護者，它所提出的每一種改革方案都是可以實施和符合立法的，因為只有這種變革才符合人性以及英國的民族特性和政治環境所強加於它的各種條件。他們提出，社會主義者的使命是通過對經濟和社會生活各種現象的研究獲取知識，其中包括熟悉立法和行政機構，然後把這種知識和經驗提供給一切政治機關採用。
當國家接受社會改革的意見，雇主承認集體議價並接受國家和工會組織的干涉時，長入社會主義就有了希望。 他們還主張依靠輿論的力量，用社會主義浸潤資產階級，籠絡和推動資產階級一起和平長路社會主義。這方面，費邊社發明了一個著名的滲透政策。這一政策的最初含意是到處鑽洞，費邊社不僅不限制自己成員的活動，而且鼓勵他們去做內閣大臣、高級行政官員、大工業家、大學校長、主教等重要人物的隨從，或直接加入其他同意接受他們的團體，以便通過這些途徑，把費邊社會主義的思想灌輸給那些能影響政府決策的關鍵人物，滲透進能直接採取行動的社會團體。然後爭取選票，取得議會多數，使資產者皈依社會主義，從而用和平的立憲的辦法來實行社會主義。
韋伯在理論上對它做了詳盡的表述。他寫道：我們堅定不移的相信我們所謂的滲透政策那就是說，把社會主義思想與社會主義計劃，不僅要注入到完全信奉社會主義的人們的思想裏，同時也要注入到與我們見解不同的人們的思想裏，我們不遺餘力地不僅在自由黨人或激進主義者中進行這種宣傳，也在保守黨人中進行這種宣傳；不僅在工會運動者和合作主義者中進行宣傳，也在雇主們及金融家們中進行宣傳。只要有機會，我們就把符合於我們的方向的觀念和計劃向他們進攻。

### 市政社會主義的藍圖
費邊主義者早期的政治主張是地方公有社會主義，即市政社會主義。費邊主義者們就是在地方自治機關把私營企業社會化當中，找到了走向社會主義的藍圖。他們認為，在任何一個具有高度組織和人口眾多的社會裏，各種以民主方式組織起來而實際上等於自治的地方管理機構，應該負起更重要的作用。他們主張把整個國家劃分成若干界限分明的區域，每一個區域都建立起自己地方的行政當局和管理機構，擔當起管理本地電車、煤氣廠、自來水廠以及其他生產性工業的責任。
費邊主義者之所以特別重視這一點，是因為他們認為依靠強大而完全民主化的地方機構的幫助，能使經濟進一步集產化。要達成這項目標，首先，資本家勢必要在每一個方面受到政府的登記、檢查和控制，而且他們將被迫從自己的租金與利息的收入中，把一個越來越大的部份讓出來用於公共事業。從而一步步的，政府當局把這些業務部份地或者是整個地吸收過來，於是私人進行剝削的範圍變小了。
再來，費邊主義者認為地方機構把私營企業公有化乃是一種最經濟和最切實可行的管理原則。其認為，凡是講求實際的人，儘管他對社會主義理論格格不入，他也會屈服於已發生變化的生活條件並走上集體主義的道路。可見，地方公有社會主義或市政社會主義，實際上就是通過地方自治的選民自由投票，民主選出地方自治的市政機關，並由市政機關或國家逐步占有從個人所有制下解放出來的土地和工業資本，組織和經營市民生活所必須的煤氣、自然水、電燈、電車等公用事業和各種工業。
他們認為通過這樣對社會政策一點一滴的改良，就能在現有經濟制度的條件下解決失業問題，醫治資本主義社會有缺陷的工業組織和極端惡劣的財富分配辦法，從而逐步實現社會主義。地方自治機構除了能夠把私營企業變成地方公有社會主義之外，它本身存在的意義也是多方面的。費邊主義者認為，第一，這種機構的建立，意味著取消全國唯一的雇主的假設性專制，而這種雇主其本質是不可避免的要官僚主義化的。第二，它也可以使人們從普遍的社會生活一律化的惡夢中解放出來。
由此他們得出結論：在一個最完全的與無所不包的集體主義之下，有一條使個人自由的意識大為增加的途徑，有一個使生活無限多樣化的遠景，並有一個能使個性無限多方面發展的機會。所有這些，都是市政社會主義理論不斷發展的結果。於是，費邊主義者將地方自治組織宣揚為社會主義的搖籃，將地方公有化宣揚為社會主義的體現。在費邊主義者的腦子裏，資本主義制度完全可以在地方自治機關的實驗室裏，在英國民主憲法的框子裏，避開資本主義生產關係和國家機器的根本變革，按照憲政的道路走上社會主義。

## 影響
費邊主義者參與協助英國工黨的成立，並成為工黨中頗具影響力的會員，但其重要的貢獻，實在於透過各種活動，包括學術的研究出版、演講、座談會以及暑期學校的舉辦，向社會大眾進行社會主義思想的教育與傳播，鼓吹改革措施，因而對於教師、公務員、工會領袖、國會議員等等產生很大的影響作用。1889年起陸續出版《費邊社會主義論文集》（Fabian Essays in Socialism）。
費邊社成員在1895年成立倫敦政治經濟學院，以協助費邊社達到其建設更好社會的目的。

## 外部連結
- 費邊社官方網站 （页面存档备份，存于）（英文）
- 费边精神 （页面存档备份，存于）
- 费边社 （页面存档备份，存于）